# Kebre Negest
De Kebre Negest (Ge'ez: ,ክብረ ነገሥት, kəbrä nägäst) is een in de 13e eeuw samengesteld boek waarin de overleveringen rond de dynastie der Ethiopische koningen werden opgetekend. De traditie dat de Negus Negesti van Ethiopië afstamt van Koning Salomo en Koning David werd hierin voor zover bekend voor het eerst op schrift gesteld.
Salomo en de Koningin van Sheba zouden de ouders van Menelik I zijn geweest. In de Ethiopisch-orthodoxe Tewahedo traditie en de traditie van de Beta Israël reisden leden van de stammen Dan en Juda met Menelik mee naar Ethiopië, nadat deze zijn vader in Jeruzalem had bezocht. Dit is een traditie, geen geschiedenis, niemand weet of de koningin van Sheba een historische figuur is en haar koninkrijk wordt ook in Jemen gesitueerd.
Het boek is in de archaïsche Ge'ez-taal geschreven.
Het gebruik van de symboliek van de Leeuw van Juda in Ethiopië is op de Kebre Negest terug te voeren, maar mogelijk is de mondelinge overlevering veel ouder.